# Liste der Sakralbauten in St. Helena, Ascension und Tristan da Cunha
Die Liste der Sakralbauten in St. Helena, Ascension und Tristan da Cunha listet alle Sakralbauten in dem Britischen Überseegebiet St. Helena, Ascension und Tristan da Cunha auf.
| Bild | Name                         | Konfession                                                                        | Eröffnung | Lage                                                                    |
| ---- | ---------------------------- | --------------------------------------------------------------------------------- | --------- | ----------------------------------------------------------------------- |
|      | St. James                    | Anglikanisch (Diözese St Helena)                                                  | 1774      | Jamestown St. Helena (Standort)                                         |
|      | St. Joseph                   | Römisch-Katholisch (Mission sui juris St. Helena, Ascension und Tristan da Cunha) |           | Edinburgh of the Seven Seas Tristan da Cunha (Standort)                 |
| Foto | Sacred Heart                 | Römisch-Katholisch (Mission sui juris St. Helena, Ascension und Tristan da Cunha) | 1852      | Jamestown St. Helena (Standort)                                         |
| Foto | Grotto of Our Lady           | Römisch-Katholisch (Mission sui juris St. Helena, Ascension und Tristan da Cunha) |           | Cat Hill, vier Kilometer südöstlich von Georgetown Ascension (Standort) |
| Foto | St. Mary                     | Anglikanisch (Diözese Kapstadt)                                                   |           | Edinburgh of the Seven Seas Tristan da Cunha (Standort)                 |
|      | St. Mary                     | Anglikanisch (Diözese St Helena)                                                  |           | Georgetown Ascension (Standort)                                         |
|      | St. Matthew                  | Anglikanisch (Diözese St Helena)                                                  | 1862      | Distrikt Longwood St. Helena (Standort)                                 |
|      | St. Paul’s Cathedral         | Anglikanisch (Diözese St Helena)                                                  | 1851      | Distrikt St. Paul’s St. Helena (Standort)                               |
|      | Sandy Bay Chapel             | Baptismus                                                                         | 1867      | Distrikt Sandy Bay St. Helena (Standort)                                |
| Foto | Jamestown Chapel             | Baptismus                                                                         | 1854      | Jamestown St. Helena (Standort)                                         |
|      | Head o’Wain Chapel           | Baptismus                                                                         | 1918      | Head o’Wain, Distrikt Blue Hill St. Helena (Standort)                   |
|      | Knollcombe Chapel            | Baptismus                                                                         | 1875      | Distrikt St. Paul’s St. Helena (Standort)                               |
| Foto | New Apostolic Hall           | Neuapostolisch                                                                    | 1994      | Distrikt Half Tree Hollow St. Helena (Standort)                         |
| Foto | Bahá’í Centre                | Bahaitum                                                                          | 1998      | Distrikt St. Paul’s St. Helena (Standort)                               |
| Foto | Bahá’í Information Centre    | Bahaitum                                                                          | 2008      | Jamestown St. Helena (Standort)                                         |
|      | St. Andrew                   | Anglikanisch (Diözese St Helena)                                                  | 1962      | Distrikt Half Tree Hollow St. Helena (Standort)                         |
|      | St. Helena of the Cross      | Anglikanisch (Diözese St Helena)                                                  | 1951      | Distrikt Blue Hill St. Helena (Standort)                                |
|      | St. Martin-in-the-Hills      | Anglikanisch (Diözese St Helena)                                                  | 1971      | Distrikt St. Paul’s St. Helena (Standort)                               |
|      | St. Peter                    | Anglikanisch (Diözese St Helena)                                                  | 1976      | Distrikt Sandy Bay St. Helena (Standort)                                |
|      | St. John                     | Anglikanisch (Diözese St Helena)                                                  | 1862      | Jamestown St. Helena (Standort)                                         |
|      | St. Mary                     | Anglikanisch (Diözese St Helena)                                                  | 1989      | Briars, Distrikt Alarm Forest St. Helena (Standort)                     |
| Foto | St. Mark                     | Anglikanisch (Diözese St Helena)                                                  | 1973      | Distrikt Longwood St. Helena (Standort)                                 |
|      | St. Michael                  | Anglikanisch (Diözese St Helena)                                                  | 1996      | Rupert’s Valley, Distrikt Jamestown St. Helena (Standort)               |
|      | Seventh Day Adventist Church | Siebenten-Tags-Adventisten                                                        | 1950      | Jamestown St. Helena (Standort)                                         |
|      | Salvation Army Hall          | Heilsarmee                                                                        | 1951      | Distrikt Half Tree Hollow St. Helena (Standort)                         |
|      | Salvation Army Hall          | Heilsarmee                                                                        | 1977      | Jamestown St. Helena (Standort)                                         |
| Foto | New Kingdom Hall             | Zeugen Jehovas                                                                    | 1993      | Distrikt Half Tree Hollow St. Helena (Standort)                         |
|      | Kingdom Hall                 | Zeugen Jehovas                                                                    |           | Distrikt Longwood St. Helena (Standort)                                 |
|      | Kingdom Hall                 | Zeugen Jehovas                                                                    |           | Distrikt Levelwood St. Helena (Standort)                                |